# 묘 (성씨)
묘(苗)는 한국의 성씨이다.
한국에는 성산 묘씨 단본이 존재하며, 옛 문헌에는 백제의 대성팔족 중에 묘씨가 포함되어 있다고 기록되어 있다.